# Mahandougou
Mahandougou est une localité située au nord-ouest de la Côte d'Ivoire et appartenant au département de Koro, dans la Région du Bafing. La localité de Mahandougou est un chef-lieu de commune. Depuis 2012, elle a été érigée en chef lieu de sous-préfecture. Le 28 décembre 2016, Monsieur Bouikalo Bi Iritié Thierry est nommé sous-préfet de Mahandougou. Il est le premier sous-préfet de la localité. La langue parlée dans la commune est le Barakala.
1. ↑  (fr) Décret n° 2005-314 du 6 octobre 2005 portant création de cinq cent vingt (520) communes.